# デヴィッド・バック
デヴィッド・バック（David N Back、1962年 - ）は、英国のランドスケープアーキテクト。イングランド・モレトン生まれ。

## 経歴
1993年、マンチェスター大学大学院ランドスケープ学専攻修士課程修了後、1995年まで日本の神戸大学に留学。1995年から日建設計にランドスケープアーキテクトとして勤務。
1998年に英国に帰国し、Colvin+Moggridgeに勤務。
2000年からはグフタフソン・ポーター、Founded141に所属。 

## 主な作品
（日建設計時代）
- 富士キャノン・リサーチパーク、1995年
- 大阪市立大学メディアセンタープラザ　1996年
- りんくうタウンゲートタワービル・ルーフガーデン　1996年
- 守口公園　1997年
- 大阪ドーム　1998年

（英国）
- 45:32庭園（ロンドン）
- Ⅲ･Ⅵ･Ⅱ･Ⅴ･Ⅰ庭園（オックスフォード）
- SoWhatガーデン（ロンドン）など多数

## 参考
Responding to Chaos: Tradition, Technology, Society and Order in Japanese Design
著者: David N Buck　Taylor & Francis社